# Toshinori Kondo
Toshinori Kondo (近藤 等則 Kondō Toshinori?,  Ehime, 15 de diciembre de 1948-17 de octubre de 2020) fue un trompetista japonés de jazz fusión. 

## Biografía
Vivió alternativamente en Tokio, Nueva York y Ámsterdam. Estudió en la Universidad de Kioto a partir de 1967, y allí entabló amistad con el percusionista Tsuchitori Toshiyuki. En 1972 ambos dejaron la universidad, y Toshiyuki se fue a trabajar con Peter Brook, mientras Kondo se incorporó a la banda de Yosuke Yamashita. En 1978, Kondo se trasladó a Nueva York, y comenzó a tocar con Bill Laswell, John Zorn, Fred Frith y Eraldo Bernocchi, entre otros. 
Un año más tarde, publicó su primer álbum, y realizó una gira por Europa, con Eugene Chadbourne, colaborando con músicos europeos como Peter Brötzman. De regreso a Japón, trabajó con Ryuichi Sakamoto, Kazumi Watanabe y Herbie Hancock. A mediados de los años 1980, comenzó a plantear su propia carrera, mezclando sus orígenes de vanguardia con la música electrónica, y colaborando con un gran número de músicos de todo el mundo. 
En el año 2002, colaboró en la organización de un Festival por la Paz en Hiroshima, impulsado por el Dalái lama entre otros. Trabajó también en la banda Praxis. Kondo colaboró con Bill Laswell en la producción del disco Inamorata, en 2007. Falleció el 17 de octubre de 2020 a los 71 años de edad.

## Discografía
Incluye tanto colaboraciones, como discos propios-
- 1975
  - Yosuke Yamashita - Ie
- 1976
  - Jam Rice Sextet (Toshinori Kondo, Y. Yamashita, A. Sakata) - Jam Rice Relaxin'
  - Maki Asakawa - Akari Tomoshi Koro
  - Evolution Ensemble Unity (Toshinori Kondo, Toshiyuki Tsuchitori, Mototeru Takagi, Motoharu Yoshizawa) - Concrete Voices
  - Toshinori Kondo Trio (Toshinori Kondo, Yoshito Osawa, Shoji Hano)

- 1977
  - Eugene Chadbourne + John Zorn - Duo
  - Milford Graves - Meditation Among Us

- 1978
  - Starlight Furniture Company (Kaoru Abe, Motoharu Yoshizawa, Toshinori Kondo, Derek Bailey) - Aida's call
  - Derek Bailey - Duo and Trio Improvisation
  - Toshinori Kondo, Henry Kaiser & John Oswald - Moose & Salmon
  - Eugene Chadbourne - The English Channel

- 1979
  - Centazzo, Cora, Kondo, Zorn - Environment for sextet
  - Russell, Turner, Kondo - Artless sky
  - Kondo, Chadbourne, Zorn, Bradfield, Cora, Centazzo - USA Concerts
  - Eugene Chadbourne - 2000 Statues and the English Channel
  - William Parker - Through Acceptance of the Mystery Peace
  - The Peter Kuhn Quintet - Livin' Right
  - Toshinori Kondo - Fuigo From a Different Dimension

- 1980
  - Yoshito Ohsawa - Piano Solo
  - Metalanguage Festival of Improvised Music 1980 Volume 1: The Social Set
  - Metalanguage Festival of Improvised Music 1980 Volume 2: The Science Set
  - Toshinori Kondo + Eugene Chadbourne - Possibilities of the Color Plastic
  - Kondo collection Maki Asakawa - One

- 1981
  - Easy Music (Toshinori Kondo, Shoji Hano, Haruhiko Gotsu, Tetsu Yamauchi)
  - Peter Brötzmann Group - Alarm
  - Tristan Honsinger, Steve Beresford, Toshinori Kondo, David Toop - Imitation of life
  - Borbetomagus and friends - Industrial Strength: Kowald/Kondo/Honsinger/Fine
  - Eugene Chadbourne - The Amazing Story of the Chadbournes in America

- 1982
  - Toshinori Kondo + Paul Lovens - The Last Supper
  - Kondo / Lovens / Lytton - Death is our eternal friend
  - The Globe Unity Orchestra - Intergalactic Blow
  - Misha Mengelberg - Japan Japon
  - Maki Asakawa - Cat Nap

- 1983
  - Toshinori Kondo Quartet - What are you talking about?
  - Tibetan, Blue, Air, Liquid (Kazumi Watanabe, Toshinori Kondo) - Kuuchuu Fuyuu
  - Eugene Chadbourne - Fuck the Audio Evolution Network: A Documentary

- 1984
  - Toshinori Kondo + IMA - Taihen
  - Daunik Lazro - Sweet Zee (Lazro, Kondo, Honsinger)
  - Herbie Hancock - Soundsystem
  - Peter Kowald - Duos Japan
  - Ryuichi Sakamoto - Illustrated Musical Encyclopedia

- 1985
  - Toshinori Kondo + IMA - Taihen (singolo)
  - Toshinori Kondo - China Boogie
  - Toshinori Kondo + IMA - Tokyo Meeting 1984 IMA festival volume 1
  - Toshinori Kondo + IMA - Metal Position
  - The Helicopters - The Helicopters
  - Borbetomagus - Borbeto Jam,(Sauter, Dietrich, Miller, joined by Milo Fine, Trisitan Honsinger, Peter Kowald, Toshinori Kondo)
  - Tristan Honsinger - Picnic
  - Toshiyuki Honda - Saxophone Music
  - Kondo, Chadbourne, Zorn, Bradfield, Cora, Centazzo, Smith, Williams, Wright - USA Concerts East
  - Eugene Chadbourne - Dinosaur on the Way

- 1986
  - Toshinori Kondo + IMA - Konton
  - Toshinori Kondo + IMA - Sundown / Y.U (sencillo)

- 1987
  - Toshinori Kondo - 337 - Soundtrack from "Kyousyuu"
  - Peter Brötzmann Clarinet Project - Berlin Djungle
  - Eugene Chadbourne - LSDC&W - The History of the Chadbournes in America
  - Toshinori Kondo + Tristan Honsinger - This, That & The Other

- 1988
  - Toshinori kondo + IMA - A Town in Your Heart / Tokyo Girl (promo)
  - Toshinori Kondo + IMA - Tokyo Girl / Porto Novo

- 1989
  - Toshinori Kondo + IMA - Human Market
  - Toshinori Kondo + IMA - Kamikaze Blow (live in Australia)

- 1990
  - Toshinori Kondo - Soundtrack from "Tenamonya Connection"
  - Toshinori Kondo + IMA - Tokyo Rose
  - Hideo Yamaki - Tentelletsque
  - Maki Asakawa - 'Stranger's Touch

- 1991
  - Toshinori Kondo + IMA - IMA in the '90s: The Bill Laswell remix
  - AA.VV. - Sumo Stomp (the ultimate In the '90s collection)
  - Toshinori Kondo + IMA - Fly, Jack (mini CD)
  - Toshinori Kondo + IMA - Fly, Jack / Invisible Man (CD-sencillo)
  - Toshinori Kondo + IMA - 'God.Zilla Funk
  - Autonomous Zone - The Map is not the Territory
  - Tristan Honsiger - From the Broken World

- 1992
  - Toshinori Kondo + IMA - Imabari Meeting 1991 Live (Laswell/kondo/Ima/Baker/Brötzmann)
  - Toshinori Kondo + IMA - Brain War
  - Toshinori Kondo + IMA - Taihen / Metal Position
  - Peter Brötzmann Tentet - The Marz Combo Live In Wuppertal

- 1993
  - Toshinori Kondo - Touchstone
  - Toshinori Kondo + IMA - Red City Smoke
  - Hideo Yamaki - Shadow Run
  - Toshinori Kondo - Club New Light
  - Toshinori Kondo + IMA - Udeni Oboe Ari (CD-sencillo)
  - The Globe Unity Orchestra - 20th Anniversary

- 1994
  - Die Like a Dog (Peter Brötzmann, Toshinori Kondo, William Parker, Hamid Drake) - Fragments of music, life, and death of Albert Ayler
  - Toshinori Kondo - Panta Rhei, an Alchaic Comedy in Chaos
  - The Elephant Kashimashi - Tokyo no sora

- 1995
  - Toshinori Kondo - Israel (con libro)
  - Maki Asakawa - Darkness I
  - Tomoyasu Hotei - Poison (CD-sencillo)
  - Toshinori Kondo - Tokyo Shadow original soundtrack

- 1996
  - Toshinori Kondo - KOBE 17.01.95 (en vivo)
  - AA.VV. - Jazzy World
  - Toshinori Kondo - Tokyo Shadow 2

- 1997
  - AA.VV. - The Divine Comedy, spime renaissance (CD-rom)
  - Toshinori Kondo - Variations of the Theme: The Divine Comedy
  - Toshinori Kondo - The Divine Comedy Suite (12" EP)
  - Toshinori Kondo + Tristan Honsinger - This, That & The Other
  - Phantom City (Paul Schutze, Raoul Bjorkenheim, Toshinori Kondo, Alex Buess, Bill Laswell, Dirk Wachtelaer) - Shiva Recoil: Live Unlive
  - David Toop - Spirit World

- 1998
  - Die Like a Dog (Peter Brötzmann, Toshinori Kondo, William Parker, Hamid Drake) - Little Birds Have Fast Hearts No 1
  - Toshinori Kondo - Soundtrack from "Dogs"
  - Toshinori Kondo - Soundtrack from "The great - grandson of the man who drank a cow"
  - Toshinori Kondo + DJ Krush - Ki-Oku
  - O'Rourke, Parkins, Kondo, Shea, DJ Low, Wachtelaer - Fear no Fall
  - Eugene Chadbourne, John Zorn - 1977-1981
  - AA.VV. - Hope (Contribución a las paraolimpiadas de Nagano, 1998)
  - AA.VV. - INTROducing Vol. 9
  - AA.VV. - Trax sampler 013

- 1999
  - Die Like a Dog (Peter Brötzmann, Toshinori Kondo, William Parker, Hamid Drake) - Little Birds Have Fast Hearts No 2
  - Coba, Shimizu, Watanabe, Kondo, Gontiti - NINO ROTA 1999
  - Toshinori Kondo, Eraldo Bernocchi, Bill Laswell - Charged
  - Tibetan, Blue, Air, Liquid Band - Kuuchuu Fuyuu (Re-issue)
  - Toshinori Kondo + IMA - Taihen (reedición)
  - United Future Organization - Bon Voyage
  - United Future Organization - Bon Voyage (remix álbum)
  - AA.VV. - Trip Hop & Jazz: Global Grooves
  - AA.VV. - After Hours: Miles Away
  - AA.VV. - The Best of Acid Jazz: In the Mix
  - AA.VV. - Step Off!: A Collection of Trip Hop & Dub
  - AA.VV. - Shadow Masters: The Best of Shadow Trip Hop
  - AA.VV. - United Colours Of Acid Jazz '99

- 2000
  - Toshinori Kondo, Eugene Chadbourne, Han Bennink - Jazz Bunker
  - Toshinori Kondo, Eraldo Bernocchi, Bill Laswell - re-charged (remix by Usual Suspects / Source Direct)
  - Peter Brötzmann Chicago tentet - Stone / Water
  - Koro & Misato Ito - Yatri
  - Toshinori Kondo, Bill Laswell - Life Space Death
  - Jazzkantine - In Formation
  - Jazzkantine - In Formation Club Remixes
  - AA.VV. - Future Jazz
  - AA.VV. - blunted
  - AA.VV. - 3am Eternal
  - United Future Organization - Somewhere remix 12"
  - Giovanni Lindo Ferretti - CO.DEX

- 2001
  - Toshinori Kondo, Dirk Wachtelaer, DJ Grazhoppa - Find a Planet
  - Bill Laswell - Cyclops
  - Bill Laswell - Points of Order
  - Toshinori Kondo,  Eraldo Bernocchi, Bill Laswell - Re-Charged #2
  - Toshinori Kondo,  Eraldo Bernocchi, Bill Laswell - Re-Charged #3
  - Dancing Fantasy - Soundscapes
  - Tristan Honsinger, Steve Beresford, Toshinori Kondo, David Toop - Double Indemnity
  - AA.VV. - The Very Best of This is Acid Jazz
  - AA.VV. - The Salinas Sessions
  - AA.VV. - Little Buddha Cafe

- 2002
  - Die Like A Dog Quartet - Aoyama Crows

- 2005
  - Toshinori Kondo - Fukyo